# N-Methylmaleimid
N-Methylmaleimid je organická sloučenina, derivát maleimidu s methylovou skupinou navázanou na atom dusíku.